# René Gilliéron
René Gilliéron (* 1922 in Aesch; † 3. Mai 1998 in Pfeffingen) war ein Schweizer Lehrer, Lokalhistoriker und Autor.

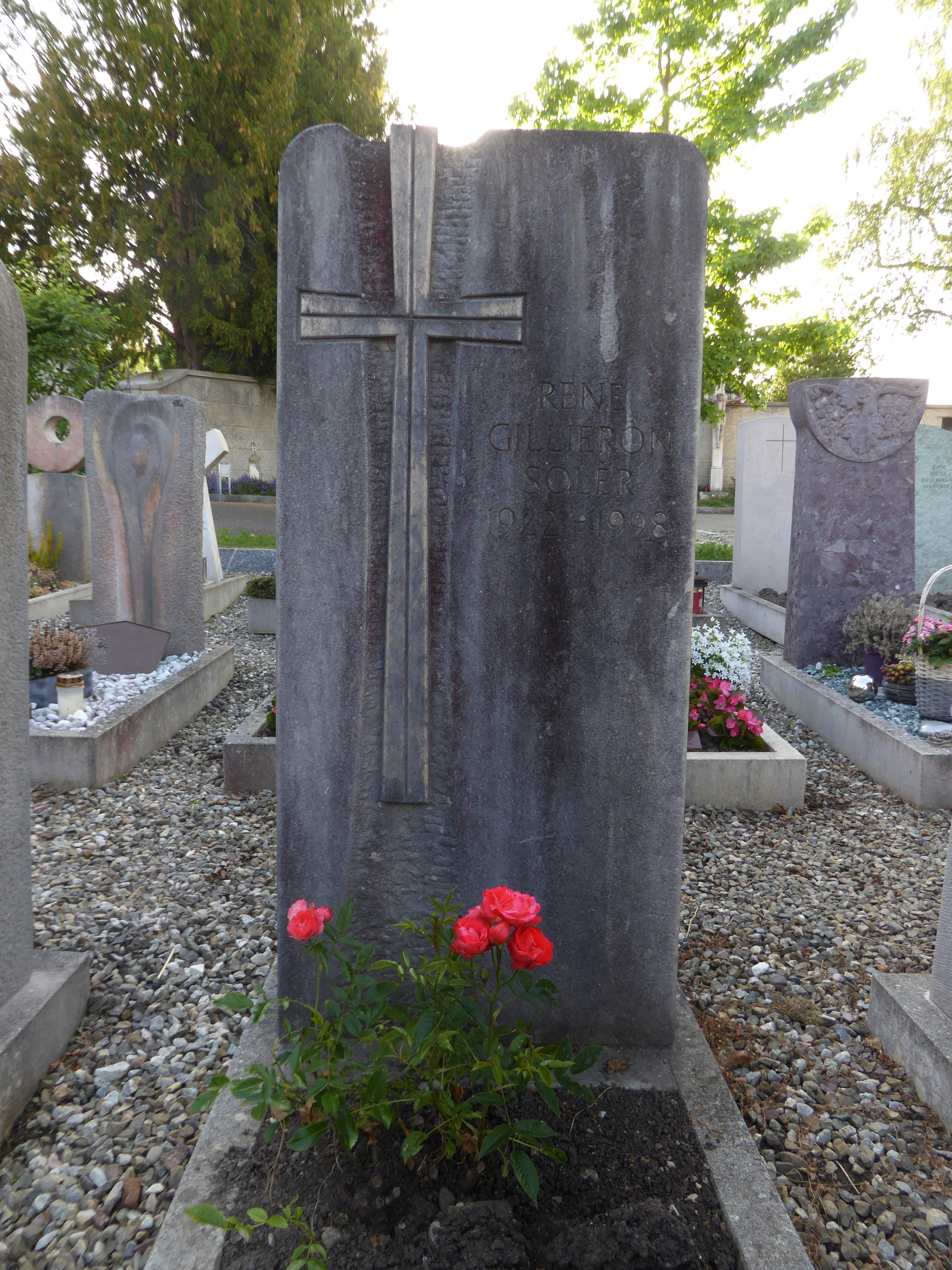
Grab auf dem Friedhof in Pfeffingen

## Leben und Werk
René Gilliéron wuchs in Aesch auf und unterrichtete von 1949 bis 1985 als Primarlehrer in Pfeffingen. In seiner Freizeit engagierte er sich in verschiedenen Organisationen und war Mitglied der Gesellschaft für Baselbieter Heimatforschung und der Museumsgesellschaft Baselland. Zudem schrieb er Mundartgedichte, die er im Selbstverlag veröffentlichte.
In Anerkennung seiner vielfältigen Leistung zum Wohle der Gemeinschaft verlieh ihm am 19. November 1982 die Bürgergemeinde das Ehrenbürgerrecht von Pfeffingen.
René Gilliéron fand seine letzte Ruhestätte auf dem Friedhof in Pfeffingen.